# 흥평
흥평(興平)은 중국 후한(後漢) 헌제(獻帝)의 두 번째 연호이다. 194년 1월에서 196년 1월까지 2년 동안 사용하였다.

## 개원
초평(初平) 5년 1월 13일(194년 2월 21일)에 연호를 흥평(興平)으로 개원함.

## 연대대조표
| 흥평                | 원년       | 2년        | 3년        |
| 서력                | 194년      | 195년      | 196년      |
| 육십간지 (六十干支) | 갑술(甲戌) | 을해(乙亥) | 병자(丙子) |

## 같이 보기
- 중국의 연호